# Sværd og trolddom
Sværd og trolddom (på engelsk: Fighting Fantasy) er en serie af spilbøger skabt af Steve Jackson og Ian Livingstone i 1982. På dansk er udkommet over 30 unikke titler. På engelsk er udkommet over 70 titler.

## Overblik
I denne serie af spilbøger er man selv med til at styre handlingen. I hver bog er man en person, som begiver sig ud på et eventyr. Spillerens identitet er oftest åben, så man hverken får tildelt navn eller køn men selv kan digte det.
De fleste eventyr foregår i en middelalderlig fantasy verden, hvor man typisk er udstyret med sværd, læderbrynje, rygsæk, guldstykker og proviant. Undervejs samler man forskellige genstande, som giver adgang til andre dele af historien eller hjælper til at besejre bogens skurk. Ofte er der gåder og koder, og man kan også komme i kamp mod forskellige væsner. De fleste bøger afsluttes med et opgør med en ond magiker eller et stærkt monster, som man skal besejre for at gennemføre historien.
Man spiller oftest en ny helt fra bog til bog. Bøgerne begynder med en introduktion til eventyret. Man ruller terninger for at afklare sin karakters styrker, kaldet evne, udholdenhed og held. Disse anføres på et eventyrskema, hvor man også anfører udstyr og skatte. Nogle bøger har andre særlige karakteristika, eksempelvis frygt, tro, forbandelser eller formler.
Efter introduktionen går man til afsnit 1, og herefter skal man vælge mellem historiens muligheder. I et afsnit kan man eksempelvis få valgmulighederne: "Vil du klatre op i træet for at få bedre udsyn, gå til 287. Vil du i stedet undersøge kisten, gå til 181. Eller vil du gå tilbage til vejen og fortsætte mod nord, gå til 24." Man fortsætter til det valgte afsnit, hvor man bliver stillet overfor nye valg.
Alle danske oversættelser er fantasy bortset fra tre: To er science fiction, og én foregår i nutiden (i dette tilfælde i 1980'erne).
Alle bøger er fantasifuldt illustreret i sort/hvid af en række anerkendte kunstnere.

### Verdenen Titan
De fleste bøger foregår på planeten Titan på et af de tre kontinenter Allansia, Den Gamle Verden eller Khul, hvor magi og magiske væsner florerer. Visse lokaliteter og personer går igen over flere bøger, deriblandt den tyvagtige by Sortsand (Port Blacksand), den onde troldmand Zagor samt den gode troldmand Yaztromo. Zagor bliver introduceret som hovedskurk i den allerførste bog Troldmanden fra Ildbjerget, men optræder også i senere Sværd og Trolddom-bøger, så som Tilbage til Ildbjerget, roman-serien The Zagor Chronicles, samt brætspillet Legend of Zagor fra 1993.
Ian Livingstones bøger finder oftest sted i Allansia, mens Steve Jackson har opfundet kontinentet Den Gamle Verden til nogle af sine bøger. En række af seriens øvrige forfattere har skrevet historier, som finder sted på det tredje kontinent, Khul.

### Overlap og miniserier
Nogle af bøgerne hænger direkte eller indirekte sammen. I Dødens Labyrint er man en kriger, som kæmper sig igennem en underjordisk labyrint for at vinde 10.000 guldstykker. Samme labyrint optræder i opdateret udgave i Heltenes prøve, hvor man er en slave, som kan vinde 20.000 guldstykker, hvis man klarer sig igennem labyrinten. I Heltenes slagmark er man en karakter, som allerede har klaret labyrinten og har vundet de 20.000 guldstykker. I de nyeste udgaver af Heltenes prøve og Heltenes slagmark fra 2023 er de danske bøger med tilladelse fra Ian Livingstone omskrevet til en officiel miniserie, så man overfører sin spiller fra den første bog til den anden.
I Sagaen om Den Magiske Krone er man den samme helt igennem alle fire bøger. Man kan begynde med den første bog og samle udstyr, tips og skatte, som kan bruges i de efterfølgende bøger. Man kan dog også spille de fire bøger individuelt.

### Seriens begyndelse
Seriens to hovedforfattere og opfindere grundlagde Games Workshop sammen i 1975 og forsøgte omkring 1979-1980 at skrive en serie af spilbøger med elementer fra rollespil. Den første bog, The Warlock of Firetop Mountain (oversat til dansk somTroldmanden fra Ildbjerget) er skrevet af de to forfattere i fællesskab og udkom på engelsk med undertitlen Fighting Fantasy i 1982. Bogen blev en stor succes blandt yngre læsere. Ansporet af dette blev forfatterne bedt om at skrive en serie, men i løbet af få år var efterspørgslen så stor, at der måtte hyres andre forfattere ind. Mange af disse titler udkom på engelsk med overskriften Steve Jackson & Ian Livingstone presents uden at nævne bøgernes forfatter på forsiden.
Blandt Ian Livingstones mest kendte bøger er Tyvenes by, Dødens Labyrint, Øglekongens ø og Isheksens huler.
Steve Jacksons mest kendte bøger er Amok-væsnet, Rædslernes hus samt de fire bind i miniserien Sagaen om Kongernes Krone.

### Bøger
Der er udkommet 71 bøger i den engelske Fighting Fantasy-serie (opdateret januar 2023), hvoraf de følgende er oversat til dansk. Alle er fantasy, medmindre andet er noteret.
Følgende bøger udkom på Borgens Forlag mellem 1984 og 1991. Nogle er efterfølgende genudgivet med nye forsider og illustrationer.
| Nr. | Titel                      | Forfatter(e)                    | Udgivet på dansk | Oversætter       | Engelsk titel                             |
| --- | -------------------------- | ------------------------------- | ---------------- | ---------------- | ----------------------------------------- |
| 1   | Troldmanden fra Ildbjerget | Steve Jackson & Ian Livingstone | 1984             | Erik Swiatek     | #1 The Warlock of Firetop Mountain (1982) |
| 2   | Kaos-borgen                | Steve Jackson                   | 1985             | Hans Rancke      | #2 The Citadel of Chaos (1983)            |
| 3   | Stjerneskibet †            | Steve Jackson                   | 1985             | Hans Rancke      | #4 Starship Traveller (1983)              |
| 4   | Ondskabens skov            | Ian Livingstone                 | 1986             | Erik Swiatek     | #3 The Forest of Doom (1983)              |
| 5   | Tyvenes by                 | Ian Livingstone                 | 1986             | Kamilla Winther  | #5 City of Thieves (1983)                 |
| 6   | Øglekongens ø              | Ian Livingstone                 | 1986             | Jens Peder Agger | #7 Island of the Lizard King (1984)       |
| 7   | Isheksens huler            | Ian Livingstone                 | 1987             | Thomas Bruun     | #9 Caverns of the Snow Witch (1984)       |
| 8   | Oprørets planet †          | Robin Waterfield                | 1987             | Kamilla Winther  | #18 Rebel Planet (1985)                   |
| 9   | Rædslernes hus ††          | Steve Jackson                   | 1987             | Thomas Bruun     | #10 House of Hell (1984)                  |
| 10  | Dødens Labyrint            | Ian Livingstone                 | 1987             | Erik Porret      | #6 Deathtrap Dungeon (1984)               |
| 11  | Troldkarlens krypt         | Ian Livingstone                 | 1988             | Erik Porret      | #26 Crypt of the Sorcerer (1987)          |
| 12  | Amok-væsnet                | Steve Jackson                   | 1988             | Thomas Bruun     | #24 Creature of Havoc (1986)              |
| 13  | Dødens amulet              | Mark Smith & Jamie Thomson      | 1988             | Erik Porret      | #11 Talisman of Death (1984)              |
| 14  | De magiske masker          | Robin Waterfield                | 1988             | Thomas Bruun     | #23 Masks of Mayhem (1986)                |
| 15  | Heltenes prøve             | Ian Livingstone                 | 1989             | Erik Porret      | #21 Trial of Champions (1986)             |
| 16  | Frygtens fantomer          | Robin Waterfield                | 1989             | Thomas Bruun     | #28 Phantoms of Fear (1987)               |
| 17  | Tyvenes lærling            | Graeme Davis                    | 1989             | Erik Porret      | #29 Midnight Rogue (1987)                 |
| 18  | Skæbnens sværd             | Mark Gascoigne                  | 1989             | Thomas Bruun     | #31 Battleblade Warrior (1988)            |
| 19  | Afgrundens slaver          | Paul Mason & Steve Williams     | 1990             | Thomas Bruun     | #32 Slaves of the Abyss (1988)            |
| 20  | Tronranerens gift          | Luke Sharp                      | 1990             | Erik Porret      | #35 Daggers of Darkness (1988)            |
| 21  | Dybets djævle              | Luke Sharp                      | 1990             | Thomas Bruun     | #30 Chasms of Malice (1987)               |
| 22  | Sjælesamlerens ø           | Keith Martin                    | 1990             | Erik Porret      | #34 Stealer of Souls (1988)               |
| 23  | Vampyrens slot             | Keith Martin                    | 1991             | Thomas Bruun     | #38 Vault of the Vampire (1989)           |
| 24  | Heltenes slagmark          | Ian Livingstone                 | 1991             | Thomas Bruun     | #36 Armies of Death (1988)                |

† Science Fiction
†† Moderne tid med fantasy elementer
Følgende bøger er udkommet på Forlaget Faraos fra 2020 og frem.
| Nr. | Titel                                                            | Forfatter(e)                    | Udgivet på dansk | Oversætter             | Engelsk titel                             |
| --- | ---------------------------------------------------------------- | ------------------------------- | ---------------- | ---------------------- | ----------------------------------------- |
| 1   | Troldmanden fra Ildbjerget                                       | Steve Jackson & Ian Livingstone | 2020             | Andreas Mernøe Skriver | #1 The Warlock of Firetop Mountain (1982) |
| 2   | Dæmonfyrstens forbandelse                                        | Ian Livingstone                 | 2020             | Thorbjørn Bomholt      | #6 The Port of Peril (2017)               |
| 3   | Dødens port                                                      | Charlie Higson                  | 2021             | Thorbjørn Bomholt      | #12 The Gates of Death (2017)             |
| 4   | Tyvenes by                                                       | Ian Livingstone                 | 2021             | Thorbjørn Bomholt      | #2 City of Thieves (1986)                 |
| 5   | Isheksens huler                                                  | Ian Livingstone                 | 2021             | Thorbjørn Bomholt      | #13 Caverns of the Snow Witch (1984)      |
| 6   | Ondskabens skov                                                  | Ian Livingstone                 | 2021             | Thorbjørn Bomholt      | #4 The Forest of Doom (1983)              |
| 7   | Snigmorderne fra Allansia                                        | Ian Livingstone                 | 2022             | Stine Exler            | #15 Assassins of Allansia (2019)          |
| 8   | Stormenes krystal                                                | Rhianna Pratchett               | 2022             | Thorbjørn Bomholt      | #19 The Crystal of Storms (2020)          |
| 9   | Tilbage til Ildbjerget                                           | Ian Livingstone                 | 2022             | Morten Gottschalck     | #16 Return to Firetop Mountain (1992)     |
| 10  | Kolossernes skygge                                               | Ian Livingstone                 | 2023             | Morten Gottschalck     | #21 Shadow of the Giants (2022)           |
| 11  | Mysteriet i Salamonis                                            | Steve Jackson                   | 2023             | Morten Gottschalck     | #20 The Secrets of Salamonis (2022)       |
| 12  | Dødens Labyrint                                                  | Ian Livingstone                 | 2023             | Morten Gottschalck     | #8 Deathtrap Dungeon (1984)               |
| 13  | Heltenes prøve – Slavernes krønike #1                            | Ian Livingstone                 | 2023             | Morten Gottschalck     | Trial of Champions (1986)                 |
| 14  | Heltenes Slagmark – Slavernes krønike #2                         | Ian Livingstone                 | 2023             | Morten Gottschalck     | Armies of Death (1988)                    |
| 15  | Shamutanti højlandet                                             | Steve Jackson                   | 2024             | Morten Gottschalck     | The Shamutanti Hills (1983)               |
| 16  | Kharé: Fældernes by                                              | Steve Jackson                   | 2024             | Morten Gottschalck     | Kharé: Cityport of Traps (1984)           |
| 17  | De syv slanger                                                   | Steve Jackson                   | 2024             | Morten Gottschalck     | The Seven Serpents (1984)                 |
| 18  | Kongernes Krone                                                  | Steve Jackson                   | 2024             | Morten Gottschalck     | The Crown of Kings (1985)                 |
|     | Grand Grimoire (kun i boks-udgaven af Sagaen om Kongernes Krone) | Steve Jackson                   | 2024             | Morten Gottschalck     | The Sorcery! Spell Book (1983)            |
| 19  | Vampyrens slot                                                   | Keith Martin                    | 2024             | Morten Gottschalck     | Vault of the Vampire (1989)               |
| 20  | Varulvens hyl                                                    | Jonathan Green                  | 2024             | Morten Gottschalck     | Howl of the Werewolf (2007)               |
| 21  | Blodøens Labyrint                                                | Ian Livingstone                 | 2024             | Morten Gottschalck     | The Dungeon on Blood Island (2024)        |

### Sagaen om Kongernes Krone
I årene 1988-1991 udkom de tre første bind i Steve Jacksons fire-binds miniserie Sagaen om den Magiske Krone på Borgens Forlag. Det fjerde bind, The Crown of Kings, blev ikke oversat, og Borgens Forlag standsede produktion af nye titler i 1991.
I 2024 udkom alle fire bind i miniserien på Forlaget Faraos som nye oversættelser under navnet Sagaen om Kongernes Krone. Bøgerne udkom enkeltvis samt i en boks, som også indeholdt formelbogen Grand Grimoire med seriens 48 formler, illustreret af John Blanche, som også har illustreret resten af Sagaen om Kongernes Krone.
Der er forskelle på den Saga, Borgens Forlag udgav, og den Forlaget Faraos har udgivet. I den nye udgave har de fleste af formlerne skiftet navn, og en række genstande er blevet oversat anderledes eller har skiftet karakter. Steve Jackson gav desuden tilladelse til en markant ændring i slutningen af Kongernes Krone.

### Trivia
Seriens ene opfinder Steve Jackson er brite. Der findes dog også en amerikansk Steve Jackson, som har skrevet titler i den engelske serie. Det er dog kun den britiske Steve Jackson, som er oversat til dansk. Den amerikanske Steve Jackson er muligvis bedre kendt i Danmark for sine andre udgivelser, deriblandt kortspillet Munchkin og rollespillet GURPS.
Den første bog fra Borgens Forlag, Troldmanden fra Ildbjerget, starter med en introduktion hvori oversætteren forklarer udfordringerne med at oversætte visse engelske væsner til dansk, da den danske og engelske folklore omkring sagnvæsner er meget forskelligartet. Dette betyder blandt andet at bøger fra Borgens Forlag oversætter 'elves' som alfer eller nisser, i stedet for elvere. I bogen Frygtens Fantomer spiller man således en skovnisse, hvor man i den oprindelige engelske udgave spiller en 'wood elf', altså en skovelver.
Nogle af bøgerne indeholder fejl, som kan betyde at man sidder uhjælpeligt fast og ikke kan gennemføre bogen. Visse af fejlene skyldes, at de oprindelige engelske bøger blev skrevet under tidspres, da der var stor efterspørgsel på nye titler. Andre fejl er opstået i oversættelsen, eksempelvis den danske udgave af Oprørets Planet. Visse bøger indeholder elementer, som kan virke som fejl, eksempelvis Amok-Væsnet, hvor spilleren kan komme til at gå i cirkler, men dette er meningen.
Der er fejl i følgende bøger:
Borgens Forlag – #5 Tyvenes by – 2. udgave
Borgens Forlag – #6 Øglekongens ø
Borgens Forlag – #8 Oprørets planet
Borgens Forlag – #11 Troldkarlens krypt – 1. udgave
Borgens Forlag – #24 Heltenes slagmark
Forlaget Faraos – #1 Troldmanden fra Ildbjerget
Forlaget Faraos – #6 Ondskabens skov
Forlaget Faraos – #7 Snigmorderne fra Allansia
Forlaget Faraos – #8 Stormenes krystal

## Romaner
Foruden selve Sværd og Trolddom bøgerne er der udgivet romaner, som foregår på Titan.
- Steve Jackson (1989): The Trolltooth Wars, Puffin Books
Oversat til dansk som Troldetandskrigen, Borgens forlag.
- Marc Gascoigne (1991): Demonstealer, Puffin Books
- Ian Livingstone og Marc Gascoigne (1992): Shadowmaster, Puffin Books

The Zagor Chronicles
Denne bog-serie er alle forfattet af Ian Livingstone og Carl Sargent og består af i alt fire bøger:
- Firestorm (1993), Puffin Books
- Darkthrone (1993), Puffin Books
- Skullcrag (1994), Puffin Books
- Demonlord (1994), Puffin Books

## Lyddrama
I 2017 og 2018 udkom en serie lyddramaer baseret på Sværd og Trolddom bøgerne. Alle er på originalsproget engelsk. På dansk har Podcasten Han Duo lavet en serie, hvor de gennemspiller de bøger, som udkom på Borgens Forlag.

## Rollespil
Der er også udgivet regelsæt for et regulært bordrollespil kaldet Advanced Fighting Fantasy System (AFF) som foregår i Titan. Alle regelbøgerne til AFF rollespillet er forfattet af Marc Gascoigne og Pete Tamlyn, selvom Ian Livingstone også krediteres. De indeholder kort, historie og en masse information om Titan, og udvider regelsættet fra Sværd og Trolddom bøgerne, så man kan lave og spille rollespil i samme verden.
- Dungeoneer (1989), Puffin Books
- Blacksand! (1990), Puffin Books
- Allansia (1994), Puffin Books

I 2011 udkom en stærkt revideret udgave af AFF reglerne, ofte kaldet AFF 2e. Manualen præsenterer og introducerer rollespillet i en mere tilgængelig udgave.
- Graham Bottley (2011): Advanced Fighting Fantasy – The Roleplaying Game, Arion Games
- Steve Jackson og Ian Livingstone (1985): Out of the Pit - Monsters of Advanced Fighting Fantasy, Arion Games
- Steve Jackson og Ian Livingstone (1986): Titan - The Advanced Fighting Fantasy World, Arion Games

### På dansk
Reglerne til AFF rollespillet er også udkommet i dansk oversættelse. Det er dog oversættelser af nogle bøger, som gik forud for AFF-bøgerne beskrevet ovenfor. Bøgerne præsenterer nogle mere enkle regler og uden så meget information om Titan verdenen.
- Steve Jackson (1987): Lav Dine Egne Eventyr, Borgen
Grundregler på dansk. Oversat fra den engelske Fighting Fantasy - The Introductory Role-playing Game fra 1984.
- Steve Jackson (1990): Den Store Monsterbog, Borgen
Et alfabetisk opslagsværk over bøgernes monstre med illustrationer. Oversat fra den engelske Out of the Pit fra 1985.
- Paul Mason (1989): Tyven med de Tusind Tricks, Borgen
Fire rollespilseventyr. Oversat fra den engelske The Riddling Reaver fra 1986.

## Computerspil
Der er udgivet mange computerspil, videospil og mobilspil baseret på Sværd og Trolddom siden 1984. De første spil var lavet til ZX Spectrum, Commodore 64 og Amstrad, men i 1998 udkom spillet Deathtrap Dungeon til PC (Windows) og PlayStation. I 2011 udkom spillet Talisman of Death til PlayStation. Siden 2016 er der udgivet et væld af computerspil baseret på Sværd og Trolddom bøgerne til PC, Mac, iPhone, iPad, mm.. Spillene er fortrinsvist produceret af spilfirmaerne Tin Man Games og inkle Ltd og inkluderer digitale udgaver af flere af de tidligste bøger.